# 済州犬
済州犬（さいしゅうけん、英：Cheju dog）とは、大韓民国の済州島原産の犬種である。きわめて希少な犬種で、韓国以外ではほとんど見ることができない。朝鮮語ではチェジュゲ（제주개）という。

## 歴史
3000年前に中国大陸から持ち込まれた犬が済州島という外部から孤立した環境で固定化し、固有犬種となったと考えられている。島の住人はこの犬をアナグマやコウライキジなどの猟犬として利用してきた。韓国併合後の日本統治時代には軍犬としても利用されたが、独立後は食用として捕殺され、生き残った犬は外部から持ち込まれた犬と交雑が進み、純粋な血統を持つ個体数は減り続け絶滅の危機に瀕した。
済州道畜産振興院は絶滅寸前になってしまった済州犬を復活させる為、島中をさがし純血種に近いと思われる犬を確保し、交配を繰り返した。その後、済州犬は数を増やし、絶滅は免れることとなった。

## 特徴
珍島犬と外見はよく似ているが、尾に若干の違いが見られる。性格はおとなしく動きは敏捷で、優れた嗅覚と視覚を持つ。大きさは、成犬で体長49-55cm、体重12-16kg。

## 参考
『デズモンド・モリスの犬種事典』デズモンド・モリス書、福山英也、大木卓訳 誠文堂新光社、2007年